# 피부절편기

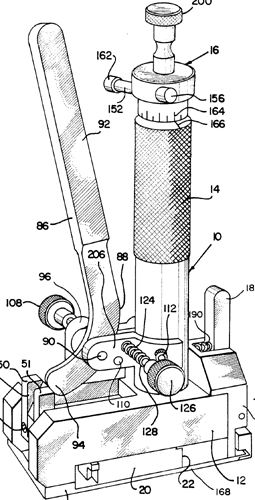
피부절편기 그림

피부절편기(dermatome)는 피부 이식에 사용하기 위해 기증 부위에서 얇은 피부 조각을 만드는 외과 수술 도구이다. 주요 용도 중 하나는 3도 화상이나 외상으로 인해 손상된 피부 부위를 재구성하는 것이다.

## 유형

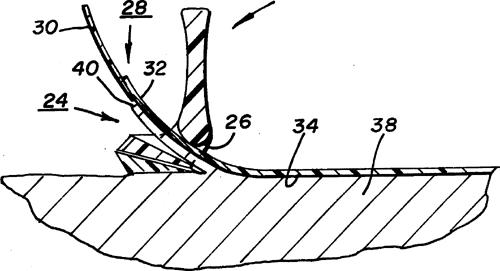
피부 조각(38 및 40)을 제거하는 드럼 피부절단기(24)의 측면도.

## 같이 보기
- 분절 신경분포
- 상호 신경지배
- 다리의 피부 신경분포